# Маний Ацилий Глабрион (консул 191 года до н. э.)
Ма́ний Аци́лий Глабрио́н (лат. Manius Acilius Glabrio; умер, по одной из версий, в 180-х гг. до н. э.) — древнеримский государственный деятель и военачальник из плебейского рода Ацилиев, консул 191 года до н. э. Сделал карьеру «нового человека», не имея предков, занимавших магистратуры. Во время претуры в 196 году до н. э. подавил восстание рабов в Этрурии. В качестве консула возглавил римскую армию в Сирийской войне: победил Антиоха III при Фермопилах и заставил Этолийский союз просить о мире. За свои успехи Маний Ацилий был удостоен в 190 году до н. э. триумфа. В 189 году до н. э. он выдвинул свою кандидатуру в цензоры, но был привлечён к суду по обвинению в расхищении военной добычи и отказался от участия в выборах. Одним из главных его обвинителей стал Марк Порций Катон.
В историографии Мания Ацилия причисляют к «партии» Публия Корнелия Сципиона Африканского и к тем римским политикам, которые начали противопоставлять свои интересы интересам гражданской общины. Его потомки были частью римской элиты до конца V века н. э.

## Биография

### Происхождение
Маний Ацилий принадлежал к незнатному плебейскому роду Ацилиев, представители которого не упоминаются в источниках до Второй Пунической войны, и был «новым человеком». Капитолийские фасты называют преномены отца и деда Мания Ацилия — Гай и Луций соответственно.

### Начало карьеры
Первое упоминание о Мании Ацилии относится к 201 году до н. э., когда он был народным трибуном. В это время Рим ещё вёл войну с Карфагеном. Один из консулов этого года Гней Корнелий Лентул попытался занять место Публия Корнелия Сципиона в Африке, но Глабрион вместе со своим коллегой Квинтом Минуцием Термом выступили против этого. В конце концов Лентул получил от сената командование на море, но мирный договор был подписан до его отбытия из Рима. Российская исследовательница Н. Трухина в связи с этими событиями называет Мания Ацилия «другом Сципиона» и выдвигает гипотезу, что до 201 года Глабрион мог участвовать в африканской кампании Публия Корнелия. В связи с событиями последующих лет учёные причисляют Мания Ацилия к сципионовской «партии».
В 200 году до н. э. Маний Ацилий стал децемвиром для священнодействий, заменив в этом качестве Марка Аврелия Котту. В 197 году до н. э. он был плебейским эдилом и вместе со своим коллегой Гаем Лелием семь раз повторял Плебейские игры. Кроме того, на средства от денежных пеней эдилы поставили медные статуи Церере, Либеру и Либере.
В следующем году Глабрион стал претором (снова вместе с Гаем Лелием). По жребию ему достался разбор судебных дел между гражданами и иностранцами. Когда в Риме узнали о заговоре рабов в Этрурии, Маний Ацилий с одним из двух городских легионов был отправлен на ликвидацию этой угрозы. Он победил в открытом бою «шайку» рабов и многих взял в плен. По словам Ливия, «вожаков заговора он после бичевания распял на крестах, а остальных вернул господам».
В 193 году до н. э. Глабрион выдвинул свою кандидатуру в консулы. На выборах развернулась острая борьба. Соискателей-плебеев было в общей сложности четверо; кроме Мания Ацилия, это были Гай Лелий, Гай Ливий Салинатор и Гней Домиций Агенобарб. Но основное внимание избирателей было приковано к борьбе патрициев — Луция Квинкция Фламинина и Публия Корнелия Сципиона Назики. Первого поддерживал его родной брат Тит Квинкций Фламинин, победитель Македонии, а второго — двоюродный брат Публий Сципион Африканский, победитель Карфагена. Избран был Фламинин; консулом-плебеем стал Агенобарб.

### Консульство и Антиохова война
Маний Ацилий во второй раз выдвинул свою кандидатуру в консулы через год после неудачи и на этот раз выиграл. Его коллегой стал патриций Публий Корнелий Сципион Назика. В историографии избрание этих политиков рассматривают как следствие начала Сирийской войны. Царь Селевкидской державы Антиох III осенью 192 года до н. э. высадился в Греции, объявив своей целью освобождение эллинов от римского господства; его поддержал Этолийский союз. В этой ситуации римляне выбрали консулами людей, связанных со Сципионом Африканским, который предвидел этот конфликт, и имевших репутацию филэллинов (поклонников греческой культуры). Сразу после выборов была объявлена война.
По жребию командование на Востоке досталось Глабриону. В мае 191 года до н. э. он переправился из Брундизия на Балканы во главе армии, включавшей 20 тысяч пехоты, 2 тысячи конницы и 15 слонов. В штабе консула состояли брат, сын и коллега по второму консульству Сципиона Африканского, а также Тит и Луций Квинкции Фламинины и руководители враждебной Сципионам «партии» — Луций Валерий Флакк и Марк Порций Катон. Совместно с македонянами Глабрион принудил к сдаче ряд фессалийских городов. Дальнейший путь на юг ему преградили Антиох и этолийцы, занявшие Фермопилы.
Обходными тропами Маний Ацилий направил в тыл врагу два отряда, которыми командовали Катон и Флакк, а сам предпринял фронтальную атаку. В решающий момент воины Антиоха увидели приближающийся отряд Катона и обратились в бегство. По данным Ливия, из всей армии Антиоха уцелело не больше пятисот человек; царь, понимая, что война на Балканах проиграна, вскоре уплыл в Эфес, а Глабрион без боя заставил сдаться все общины Фокиды, Беотии и Эвбеи. С покорившимися он обошёлся мягко, если не считать жителей Коронея, поставивших статую Антиоха в святилище Минервы, и таким образом «умеренностью своей после победы заслужил похвалу большую, чем самой победой».
Поскольку в битве при Фермопилах особо отличился Катон, именно его Глабриону пришлось отправить в Рим с вестью о победе, несмотря на возможную личную неприязнь и принадлежность к разным политическим группировкам. Но Маний Ацилий на два дня отложил отъезд Катона, а первым отправил в Рим сразу после боя Луция Корнелия Сципиона (в будущем Азиатского), чтобы связать имя одного из Корнелиев с очередным успехом римского оружия. Эта хитрость не помогла: Марк Порций смог опередить Сципиона и первым приехать в Рим. Луций Корнелий вошёл в сенат, когда Катон уже рассказывал об одержанной победе. Перед народным собранием посланцы Глабриона выступили вдвоём.
Этолийцы не стали сдаваться после разгрома и бегства Антиоха, так что война продолжалась. Маний Ацилий осадил Гераклею-на-Эте и взял её штурмом после 24-дневных непрерывных боёв. Затем он перенёс боевые действия в собственно Этолию и осадил город Навпакт. «Дело шло к тому, что если Навпакт будет взят силой, то придёт конец всему этолийскому племени». После двухмесячной осады Тит Квинкций Фламинин, сочувствовавший грекам, добился заключения перемирия и отправки этолийских послов в Рим.
Переговоры о мире закончились безрезультатно. Маний Ацилий, зимовавший в Греции, с наступлением весны 190 года до н. э. взял благодаря внезапности город Ламия, а затем осадил Амфиссу, защитники которой активно оборонялись. В это время в Эпире высадился один из консулов этого года Луций Корнелий Сципион (фактически армией командовал его брат Публий Сципион Африканский). У Глабриона, согласно решению сената, был выбор: либо остаться в Этолии, либо сдать командование и вернуться в Рим. Он выбрал второе.

### Поздние годы
По возвращении в Рим Маний Ацилий отпраздновал с разрешения сената триумф, который Ливий называет «великолепным и как зрелище, и как прославление подвигов». После этого он определил место для строительства храма, чтобы исполнить данный им во время консулата обет. По предположению российского антиковеда А. Сморчкова, Глабрион специально для этого был облечён полномочиями дуумвира.
Во время избирательной кампании 189 года до н. э. Глабрион выдвинул свою кандидатуру на должность цензора, венчавшую идеальный cursus honorum римского аристократа. Источники сообщают об упорной борьбе, в которой участвовали, кроме Мания Ацилия, ещё двое плебеев (Марк Клавдий Марцелл и Марк Порций Катон) и трое патрициев — Тит Квинкций Фламинин, Луций Валерий Флакк и Публий Корнелий Сципион Назика. По словам Ливия, «само по себе соискательство этой должности как будто и не подавало повода к столь упорному состязанию, но возбудило иную, гораздо более напряженную распрю». В историографии существует предположение, что эти выборы оказались тесно связаны с борьбой между политическими группировками Сципиона Африканского (к ней причисляют Назику и Глабриона) и Катона.
По мнению антиковеда В. Квашнина, Глабрион мог идти на выборы в паре со Сципионом Назикой, Катон — с Луцием Валерием Флакком, а Фламинин — с Марцеллом. Маний Ацилий имел наибольшие шансы на победу: его триумф был самым недавним, к тому же он смог снискать расположение плебса многочисленными подарками. Но многие нобили были недовольны возвышением «нового человека», а раздачи народу стали поводом для привлечения кандидата к суду. Народные трибуны Публий Семпроний Гракх и Гай Семпроний Рутул обвинили Глабриона в утаивании части добычи, захваченной в ходе Антиоховой войны. Обвинение подкреплялось показаниями ряда легатов и военных трибунов, и в первую очередь Катона. Этот кандидат «как свидетель… показал, что не заметил во время триумфа тех золотых и серебряных сосудов, которые видел среди добычи после взятия царского лагеря». Маний Ацилий назвал показания Марка Порция «преступным лжесвидетельством», но свою кандидатуру снял. В результате Катон тоже оказался скомпрометированным, и победителями стали Фламинин и Марцелл. Обвинители предложили оштрафовать Глабриона на сто тысяч сестерциев, но народ отказался голосовать по этому вопросу, и народные трибуны оставили это судебное дело.
Существует гипотеза, что за обвинениями в адрес Мания Ацилия в действительности стояли Тит Квинкций и Марк Клавдий. Именно они могли, согласно Дитмару Кинасту, иметься в виду под теми нобилями, которые, по словам Ливия, «болезненно отнеслись к тому, что новый человек настолько опередил их», а потому инспирировали судебный процесс. В их интересах могли действовать народные трибуны и даже Катон, которому Клавдии Марцеллы покровительствовали с первых лет Второй Пунической войны. Марк Порций мог сознательно подставить себя под удар в процессе Глабриона; по мнению Квашнина, Катона могли к этому принудить.
После 189 года до н. э. Маний Ацилий уже не упоминается в источниках; его вероятную смерть немецкие учёные относят как раз к 180-м годам.

## Оценки
В историографии Мания Ацилия называют «политиком сципионовского типа»: он искал популярности у плебса и в первую очередь у солдат, щедро раздавая им отпуска и награды. Многие современники могли считать такое поведение противоречащим интересам гражданской общины и даже квалифицировать его как «царские замашки». Этим может объясняться вражда Глабриона и Катона.
Обвинения в адрес Мания Ацилия учёные ставят в один ряд с другими политическими скандалами той эпохи — обвинениями легатов в адрес Гнея Манлия Вульсона (187 год до н. э.) и сципионовскими процессами (187—184 годы до н. э.). Все эти обвинения полководцев в злоупотреблении военной добычей могли иметь целью ограничение полномочий магистратов в провинциях.

## Потомки
У Глабриона был сын того же имени. В 181 году до н. э., будучи дуумвиром, Маний Ацилий-младший поставил в храме Благочестия на Овощном рынке золочёную статую своего отца — первую золочёную статую в Италии. Потомки Глабриона упоминаются в источниках до конца V века н. э. как представители высшей аристократии Рима.